# Marcher
Pour un article plus général, voir Règles du Basket-Ball.
 (juin 2018).

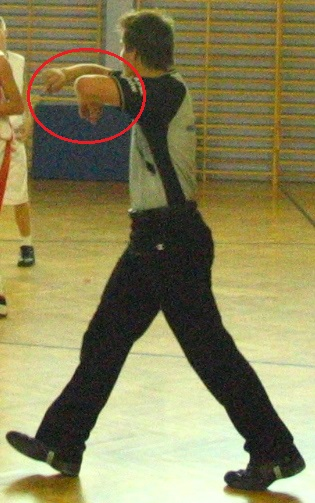
« Faute : Marcher » signalé par l’arbitre

Marcher est une violation des règles du basket-ball.
Lorsqu'un joueur est en possession du ballon, il doit dribbler, c'est-à-dire faire constamment rebondir le ballon sur le sol avec les mains, pour pouvoir se déplacer avec. Si le joueur qui possède le ballon prend plus de deux appuis sans dribbler, ou s'il fait un saut complet en conservant le ballon à la retombée, il est alors sanctionné par un marcher (en anglais : traveling), et le ballon est rendu à l'équipe adverse par une remise en jeu.
Si deux joueurs se disputent le ballon, que l’un tire et que l’autre avance de plusieurs pas tout en tenant le ballon alors l’arbitre doit siffler marcher.
« Un joueur qui reçoit le ballon alors qu’il avance ou qu’il va arrêter son dribble, peut prendre deux appuis pour s’arrêter, passer ou shooter le ballon. Un joueur qui reçoit le ballon alors qu’il avance doit lâcher la balle pour commencer son dribble avant son second appui. Le premier appui arrive quand un pied, ou les deux pieds, touchent le sol après avoir pris le contrôle du ballon (Règlement FIBA). »
La règle est différemment interprétée en NBA et selon les règles internationales de la FIBA avec une tolérance parfois importante en NBA.
En octobre 2009, la NBA avait amendé son règlement pour imposer que « Un joueur qui reçoit la balle en mouvement ou à l’issue d’un dribble peut prendre deux pas pour s’arrêter, effectuer une passe ou tirer ».
Pour le statisticien texan John Ball de Sports Illustrated : « Les marchers non sifflés sont devenus un vrai problème en NBA parce que certains joueurs sont devenus excellents dans la manipulation du ballon en dribble, et ajoutent un pas ou un demi-pas avant de prendre les deux appuis réglementaires. Les arbitres et les officiels, voire les commentateurs, ont appelé ça ‘le regroupement’. Mais quand on regarde le règlement, il n’y a pas, ne serait-ce qu’un concept similaire à cette phase de "regroupement". Et la conséquence, c’est que certains joueurs malins et doués techniquement ont désormais un avantage sur leur défenseur. Est-ce juste par rapport au défenseur ? Est-ce juste par rapport aux joueurs qui suivent le règlement, voire aux anciens joueurs qui ont établi des records sous le même règlement quand on punissait plus rigoureusement ? ». Concernant le départ en dribble, dans le basket FIBA, on doit poser son dribble avant de bouger son pied. En NBA, on peut poser son appui, avant de dribbler. Des joueurs changeant de continent se font largement sanctionner avec ce décalage dans les règlements non encore uniformisés.